# Utenbach
Utenbach este o comună din landul Saxonia-Anhalt, Germania.